# Словаци у Републици Српској
Словаци у Републици Српској (слч. Slováci v Republike srbskej) грађани су словачког поријекла, који живе и раде на територији Републике Српске. Словаци су једна од седамнаест службених националних мањина у Републици Српској, а њихове интересе заступају представници и делегати у Савјету националних мањина, и Савезу националних мањина.

## Историјат
Словаци су своју отаџбину почели напуштати на почетку 18. вијека у вријеме владавине хабзбуршке царице Марије Терезије. Словаци од 1885. године насељавају ове просторе. На територију данашње Републике Српске Словаци су најприје долазили из Војводине и насељавали најближи простор, а то је била Семберија.
Досељавање Словака у Бијељину почело је 1885. године када 12 породица из мјеста Пивница, Ковачица, Љуба, Бингула и Бачки Петровац насељавају у Љељенчи. Словаци су почели да се насељавају у Бијељини у потрази за бољим животним условима. Населили су се у село Љељенчу надомак Бијељине. Наиме, тада је земља у околини Бијељине била јефтина, јер су се бегови масовно селили у Турску. Јозеф Бартош, заједно са својом породицом долази 1888. године из Ковачице, а фамилија његове супруге Еве 1892. године из Пивница. Породица Грња, тачније брачни пар Мишо и Сузана Грња, заједно са својих деветоро дјеце доселили су се 1913. у Бијељину из мјеста Љуба код Шида.  Први досељеник из породице Шимон, био је Штефан звани Пишта, који је у Бијељину дошао 1897. и ускоро постао један од највећих бијељинских земљопосједника. Сви Словаци који су се тада доселили у Бијељину били су пољопривредници. Поред пољоприведе, неки од Словака су су били и занатлије; коларски и ковачки занати су били међу најзаступљенијим. Једини познати изузетак, је Јозеф Сенохрадски, индустијалац који је 1902. г. купио земљу и изградио једну од најмодернијих циглана у тадашњој Бијељини. За разлику од прве, трећа генерација Словака у Бијељини се након 1945. године окреће ка школовању и даје већи број интелектуалаца. Словаци у Бијељини, посебно они који су били економски моћнији, значајно су допиносили и развоју овог краја. Сенохрадски и Шимонови били су најугледније породице међу Словацима у Бијељини. Одржавали су добре односе са свим националностима и у великој мјери допринијели развоју града Бијељине. Михајл Шимон је као волонтер у два мандата био члан Извршног одбора општине Бијељина, а за свој рад одликован је указом Краља Петра II од 30. децембра 1937. године, Златном медаљом за грађанске заслуге. Михајл Шимон и његовој супрузи Јулијани. Они су даровали 4,5 дунума земље у Љељенчи за изградњу основне школе као и велики новчани прилог. Јулијана Шимон је била један од оснивача Потпорног друштва за образовање женске дјеце „Кнегиња Зорка”, што потврђује повеља друштва од 30. септембра 1937. године која јој је додијељена у знак захвалности.
У главне писане изворе о бијељинским Словацима, спадају необјављени списи Павела Шимона, рад Хелене Гашпар-Милошевић о бијељинским Словацима, као и рад Мустафе Грабчановића под називом „Досељавање Мађара и Словака у Бијељину”.
Двије породице Ципара доселиле су се у околину Прњавора 1895. године. Претходно су боравили у околини Осијека, али им се није допала славонска равница. Тражили су брдовитији крај, који би их подсјећао на родно село Дрхле Поле, у словачкој општини Бишча. Одабрали су Ралутинац, код Прњавора, гдје су деценијама живјели.

## Религија
Словаци у Републици Српској, као и већина њихових сународника, у матичној земљи, као и широм свијета су протестанти. 2009. године је отворена Словачка евангелистичка црква, а ријеч је о првом вјерском објекту те врсте у БиХ. Црква је изграђена донацијом Словака који живе у Семберији, уз помоћ Општине Бијељина и Словачке амбасаде у БиХ. У Бијељини данас живи између 20 и 30 словачких продица. По доласку у Биијељину, Словаци с обзиром да су евангелисти користили су вјерски објекат њемачке заједнице у Новом Селу код Бијељине. Словаци су се такође и сахрањивали у њемачко гробље, које је уништено након Другог свјетског рата, када Словаци отварају своје гробље које се налази на излазу из Бијељине, и представља једино словачко гробље јужно од ријеке Саве. Један од Шимонових, Михајл је постао Назарен, када је у Бијељини почела да се развија ова религијска група. Назарени су зградили и импровизовани вјерски објекат, а сахрањивали су се у словачко гробље. Свештеник ове вјерске групе је био Јово Дорошки, а црквени објекат се налазио у Галамића сокаку.
У селу Ралутинац, код Прњавора такође постоји словачка Капела Свете Ане.

## Удружења
У Републици Српској, постоје два удружење Словака. Од 2006. године у Бијељини постоји Удружење Словака Семберије „Јурај Јаношик“. У Бањој Луци је 2004. године основано Удружење Словака града Бање Луке „Јаношик“. Удружење је основано у сарадњи са Удружењем Чеха града Бање Луке, али територијално обухвата и Словаке из општине Прњавор.
Удружење Словака Семберије „Јурај Јаношик“ је у децембру 2014. године кандидовало пројекат код владе Републике Словачке, односно код Канцеларије за Словаке који живе ван граница Републике Словачке. Циљ пројекта је био обезбјеђивање средстава за градњу помоћног објекта у оквиру црквеног објекта. У мају 2015. одобрена су средства у износу од 4000 евра која су намјенски искориштеназа градњу помоћног објекта.

## Распрострањеност
По попису становништва 2013. у Босни и Херцеговини, а према подацима које је издао Републички завод за статистику, и који су једини валидни за Републику Српску, у Републици Српској је живјело 109 Словака. Словаци настањују сљедеће општине и градове:
| Словаци, по општинама и градовима, према попису становништва 2013. у Републици Српској |        |
| јединица локалне самоуправе                                                            | укупно |
| укупно                                                                                 | 109    |
| Бања Лука                                                                              | 19     |
| Бијељина                                                                               | 55     |
| Брод                                                                                   | 1      |
| Градишка                                                                               | 1      |
| Дервента                                                                               | 1      |
| Добој                                                                                  | 3      |
| Зворник                                                                                | 2      |
| Козарска Дубица                                                                        | 1      |
| Костајница                                                                             | 1      |
| Лакташи                                                                                | 2      |
| Лопаре                                                                                 | 3      |
| Модрича                                                                                | 2      |
| Приједор                                                                               | 9      |
| Прњавор                                                                                | 1      |
| Соколац                                                                                | 1      |
| Србац                                                                                  | 3      |
| Теслић                                                                                 | 2      |
| Шамац                                                                                  | 2      |

## Значајне личности
- Јозеф Сенохрадски, индустријалац и власник најмодернијих циглана у тадашњој Бијељини.
- Михајл Шимон, одликован указом краља Петра II од 30. децембра. 1937. године јер је као волонтер у два мандата био члан Извршног одбора општине Бијељина.
- Мирослав Лајчак, словачки политичар и дипломата који је од 30. јуна 2007. био на дужности Високог представника Уједињених нација за Босну и Херцеговину.
- Штефан Шимон, један од највећих бијељинских земљопосједника.